# 熱海海上花火大会
熱海海上花火大会（あたみかいじょうはなびたいかい、英: Atami Fireworks Festival）とは、静岡県熱海市の熱海湾海上で、毎年10数回（15回程度）行われている花火大会。

## 概要
1952年（昭和27年）に開始。1949年（昭和24年）のキティ台風高波被害、1950年（昭和25年）の熱海大火などを受けて、災害復興を祈念して開始された。
伝統的な8月5日の固定日開催の花火大会の他、春季（4月-6月）・夏季（7月-8月）を中心に、秋季（9月-10月）や冬季（12月）・追加（2月-3月）の数回も加え、年に合計10回以上（15回程度）開催される。
通常の開催時間は、20:20〜20:40の20分間であり、その間に約3000発の花火が打ち上げられる。最大号数は通常10号（1尺玉）だが、8月の最終回だけは年1回の20号（2尺玉）が打ち上げられる。
（コロナ禍前は、20:20〜20:50の30分間に約5000発が基本だったが、コロナ禍中の中止・縮小開催などの試行錯誤を経て、コロナ禍明け後は現在のようなやや簡素化した開催形態が定着している。交通規制も行わないことが増えている。）
打ち上げ場所は、熱海港埋め立て地の北部にある「七半（ナナハン）岸壁」から「海釣り施設（堤防）」にかけてのエリアであり、「デジタルスターマイン」と、フィナーレの「大空中ナイアガラ」が特徴・呼び物となっている。
三方を山に囲まれた「天然のスタジアム（シアター）」とも呼べるすり鉢状の地形のため、基本的に市街地のどこからでも花火とその大音響を鑑賞・体験できるが、観光客のためのメインとなる鑑賞場所としては、熱海サンビーチと親水公園・渚小公園、および渚町一帯が想定されている。
花火大会当日は、親水公園のデッキ上に屋台が数十軒出店され、またデッキ上に1席1000円の有料観覧席が1600席程度と、加えて熱海温泉ホテル旅館協同組合の加盟施設への宿泊者専用の無料観覧席が用意される。
花火大会時間中は、熱海サンビーチと東駐車場・ジャカランダ遊歩道（お宮緑地）の間の「バイパス道路」や、（国道135号を除く）「渚町一帯の道路」が通行止めにされて歩行者天国にされ、また地元のコミュニティFMであるFM熱海湯河原（Ciao!）によって中継も行われる。
2020年-2022年（コロナ禍下）の特殊事情
2020年（令和2年）は、新型コロナウィルス予防のため、4月-7月の花火大会は中止され、8月以降は開催時間を20:30〜20:45の15分間に短縮・圧縮（打ち上げ数は同じ）して開催するなど、例年とは異なる開催方式となっている。
さらに、観光庁による「誘客多角化等のための魅力的な滞在コンテンツ造成実証事業」の支援を受け、
- 11月と翌年1月の最終金曜日に、10分間の小規模花火大会開催（1500発、水中花火あり[4]）。
- 12月23日-25日のクリスマス期間に、5分間の小規模花火大会開催（600発、音楽付き[4]）。
- 翌年の（例年は花火大会が行われない）2月-3月にも、数回の花火大会開催。

が予定される（しかも、これらを含む11月-3月の間の大会では交通規制無し）など、例年には無い新たな試みが行われている。
2021年度（令和3年）は、7月初頭に伊豆山で発生した土砂災害と、東京オリンピックと同時期に発生した新型コロナウィルスの最大ピーク「第5波」の影響で、夏季の花火大会が全面的に自粛中止された。
しかし、その代わり、10月23日に文化庁「ウィズコロナに対応した文化資源の高付加価値化促進事業」として、8つの花火店（煙火店）が参加して、18:00-21:30に、音楽と共に5500発の花火を打ち上げる「SHIZUOKA・ATAMI HANABI FESTIVAL #海と⼲物と⾳楽と」が開催された後は、10月下旬-1月中旬まで、20:20-20:40の20分間で行われる花火大会が毎週末開催されるなど、例年には無い異例な開催方式が続いている。
2023年（令和5年）から、新型コロナウィルス流行の収束・沈静化に伴い、通常の開催形式へと戻された。
市内・近隣自治体の他の花火大会
なお、夏季（7月-8月）の熱海市内では、市街地以外の他の地区においても、
- 初島花火大会（7月初頭日曜日、初島第2漁港）
- 伊豆湯河原温泉納涼花火大会（7月第4土曜日、泉公園）
- 伊豆山温泉納涼海上花火大会（8月3日、伊豆山港）
- 伊豆多賀温泉海上花火大会（8月12日、長浜海水浴場）
- 網代温泉海上花火大会（8月16日、網代温泉海水浴場）

といった様々な花火大会が行われ、また、湯河原町・伊東市などの近隣自治体でも、同時期に、
- 湯河原温泉花火大会（8月3日、湯河原海浜公園）
- 按針祭海の花火大会（8月10日、伊東オレンジビーチ）

といった花火大会が行われるため、混同してしまわないよう注意が必要である。

## 沿革
- 1952年（昭和27年） - 花火大会開始。